# Oelinghoven
Oelinghoven ist ein Ortsteil der Stadt Königswinter im nordrhein-westfälischen Rhein-Sieg-Kreis.  Am 30. September 2022 zählte Oelinghoven 1.024 Einwohner.

## Geographie
Oelinghoven schließt sich unmittelbar südlich an Stieldorf an und bildet mit diesem eine geschlossene Ortschaft. Es liegt im Pleiser Hügelland auf einem von Südwesten nach Nordosten mit den Pleisbach-Zuflüssen Eichenbach und Lauterbach, die am Nordrand von Oelinghoven zusammenfließen, abfallenden Gelände. Verkehrsmäßig erschlossen wird die Ortschaft von der Landesstraße 83 (Thomasberg–Oelinghoven/Stieldorf–Beuel). Zu den nächstgelegenen Ortschaften gehören Bockeroth und Düferoth im Osten, Stieldorferhohn im Südosten und das bis auf 250 m an Oelinghoven heranreichende Vinxel im Westen. Die ehemaligen Orte Winkel am West- und Schnorrenberg am Ostrand von Oelinghoven sind heute keine eigenständig benannten Ortsteile mehr.

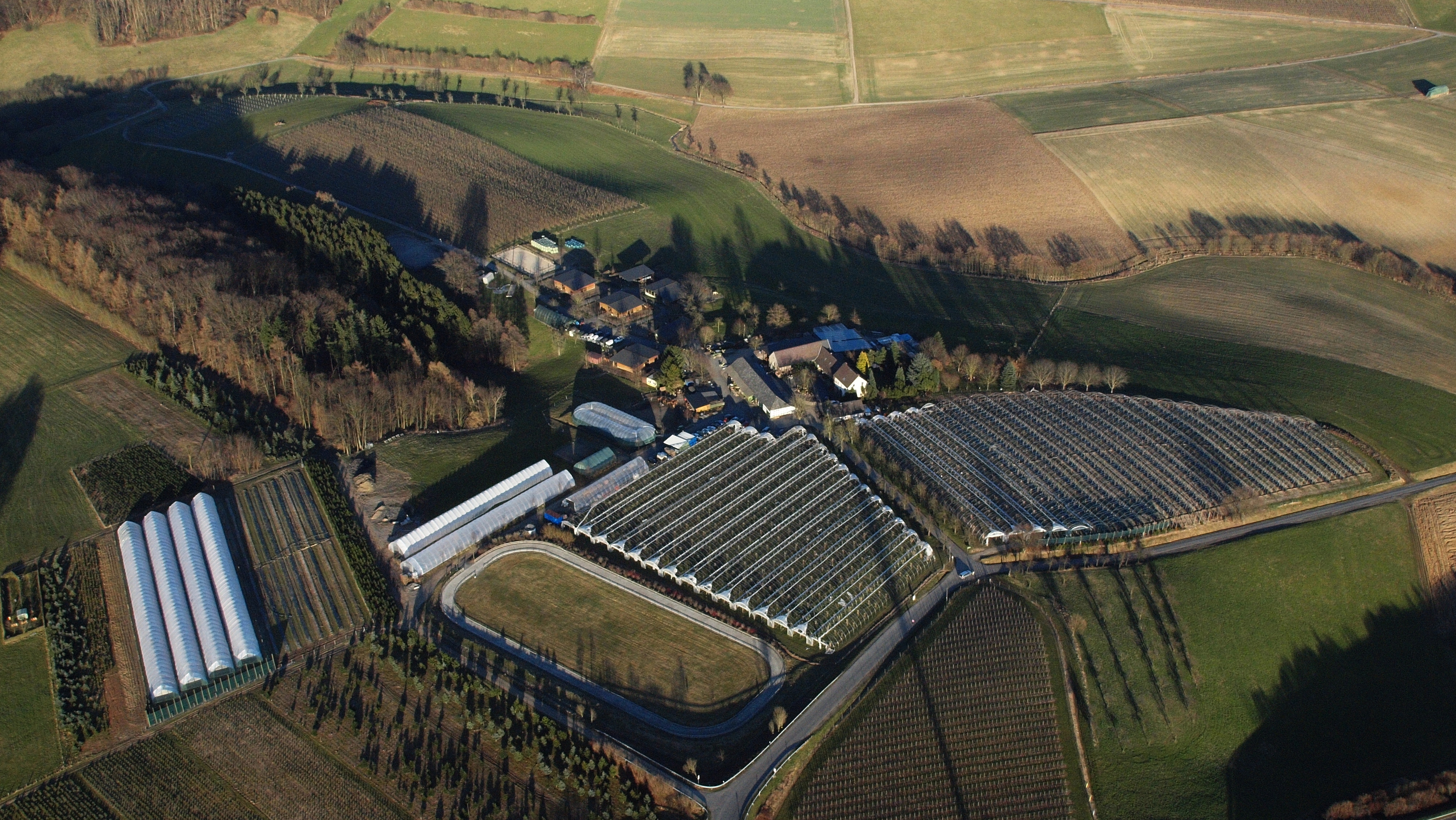
Sonnenbergerhof, Luftaufnahme (2015)

Die Gemarkung Oelinghoven umfasst die Ortschaften Bockeroth, Düferoth, Freckwinkel, Oelinghoven, Stieldorf und Stieldorferhohn sowie den Sonnenbergerhof. Sie grenzt (im Uhrzeigersinn) an die Gemarkungen Rauschendorf, Söven (Stadt Hennef (Sieg)), Wahlfeld, Hasenpohl, Heisterbacherrott, Oberdollendorf und Vinxel.

## Geschichte
Oelinghoven wurde erstmals 1350 als Odilhoven erwähnt. Es war eine von vier Honschaften, aus denen sich das Kirchspiel Stieldorf im bergischen Amt Blankenberg spätestens von 1555 bis zur Auflösung des Herzogtums Berg im Jahre 1806 zusammensetzte. Die Honschaft erstreckte sich auch über Stieldorf, das ursprünglich von weitaus geringerer Ausdehnung als Oelinghoven war:273, sowie die Ortschaften Bockeroth und Düferoth. Das Kloster Bödingen war in Oelinghoven aufgrund einer Schenkung ab 1471 zur Hälfte mit dem Schnorrenberger Hof begütert und gelangte durch Ankäufe in den Jahren 1625 und 1739 in den Besitz weiterer Anteile des Hofes. Um 1800 wurde der Gutshof zugunsten eines Neubaus abgerissen und aufgrund der Säkularisation in den rechtsrheinischen Gebieten (1803) später vom preußischen Fiskus mit einem Grundstück von 152 Morgen verkauft. In der Anfang des 19. Jahrhunderts durchgeführten Topographischen Aufnahme der Rheinlande wurde der Ortsname noch mit Achlikhoven angegeben.
Ende des Jahres 1808 wurde die vormalige Honschaft Oelinghoven (seinerzeit Ohlekoven) mit der Einführung der Munizipalverfassung in eine nicht eigenständige Gemeinde bzw. einen Ortsbezirk der Mairie Oberpleis (ab 1813 „Bürgermeisterei Oberpleis“) überführt, die verwaltungsmäßig zum Kanton Hennef im Großherzogtum Berg gehörte. In preußischer Zeit (ab 1815) blieb Oelinghoven als Kataster- bzw. Steuergemeinde Teil der Bürgermeisterei Oberpleis und wurde dem Kreis Siegburg (ab 1825 „Siegkreis“) zugeordnet. Bei Volkszählungen im 19. Jahrhundert war Oelinghoven durchgehend als Dorf verzeichnet. Die Gemeinde wurde 1845/46 in die neugebildete und politisch eigenständige Gemeinde Stieldorf eingegliedert. Zu dieser gehörte Oelinghoven bis zur Eingliederung in die Stadt Königswinter im Zuge der kommunalen Neugliederung des Raums Bonn 1969. Die Gemarkung Oelinghoven in den Grenzen der ehemaligen Gemeinde besteht bis heute.
Spätestens in der zweiten Hälfte des 20. Jahrhunderts wuchsen die Ortschaften Stieldorf und Oelinghoven im Zuge eines auch durch die Funktion der nahegelegenen Stadt Bonn als Regierungssitz der Bundesrepublik Deutschland (1949–1999) ausgelösten Bevölkerungswachstums zusammen.
Einwohnerentwicklung
| Jahr | Einwohner |
| ---- | --------- |
| 1816 | 290       |
| 1828 | 326       |
| 1843 | 363       |
| 1885 | 396       |
| 1905 | 399       |

## Sehenswürdigkeiten

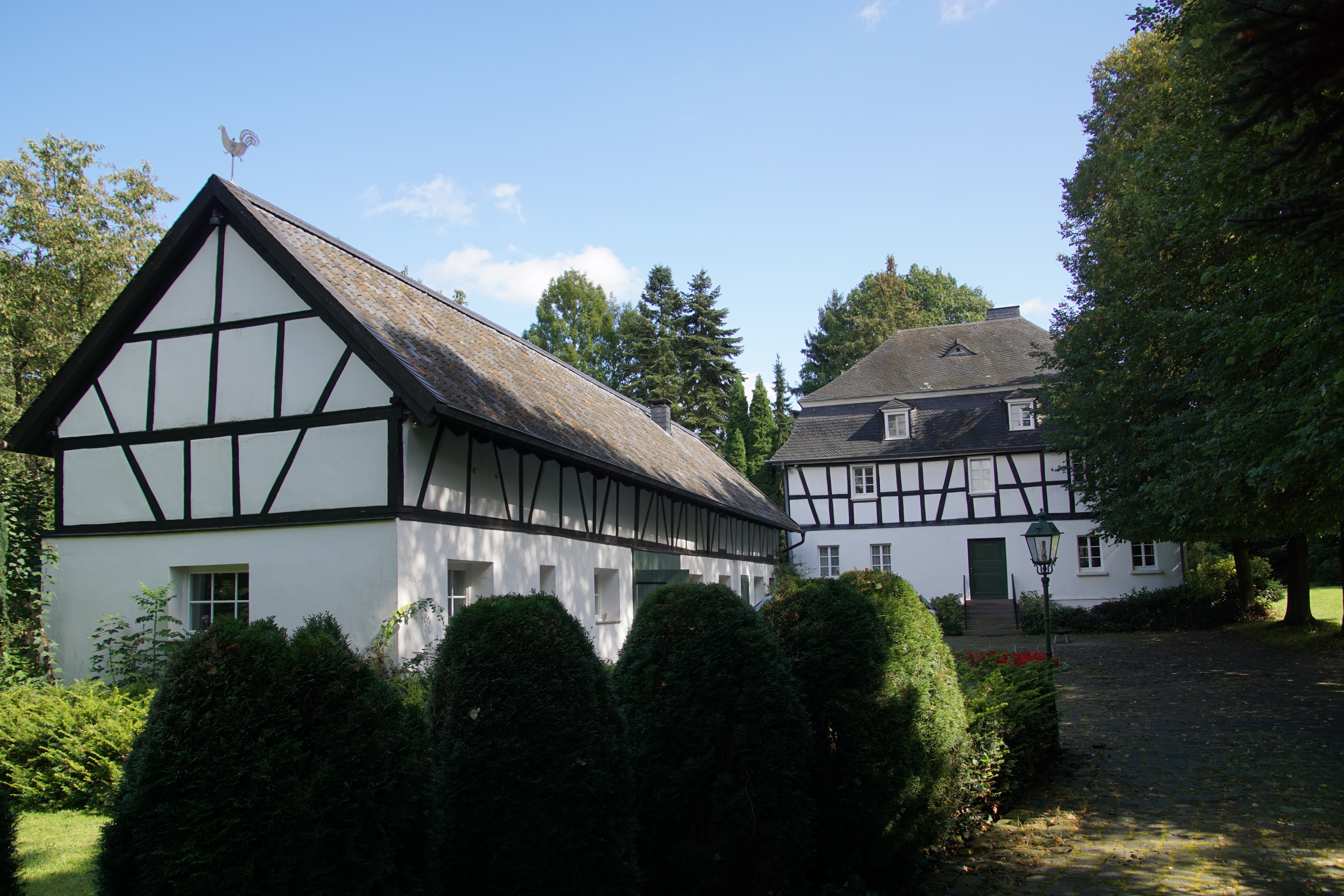
Marxhof

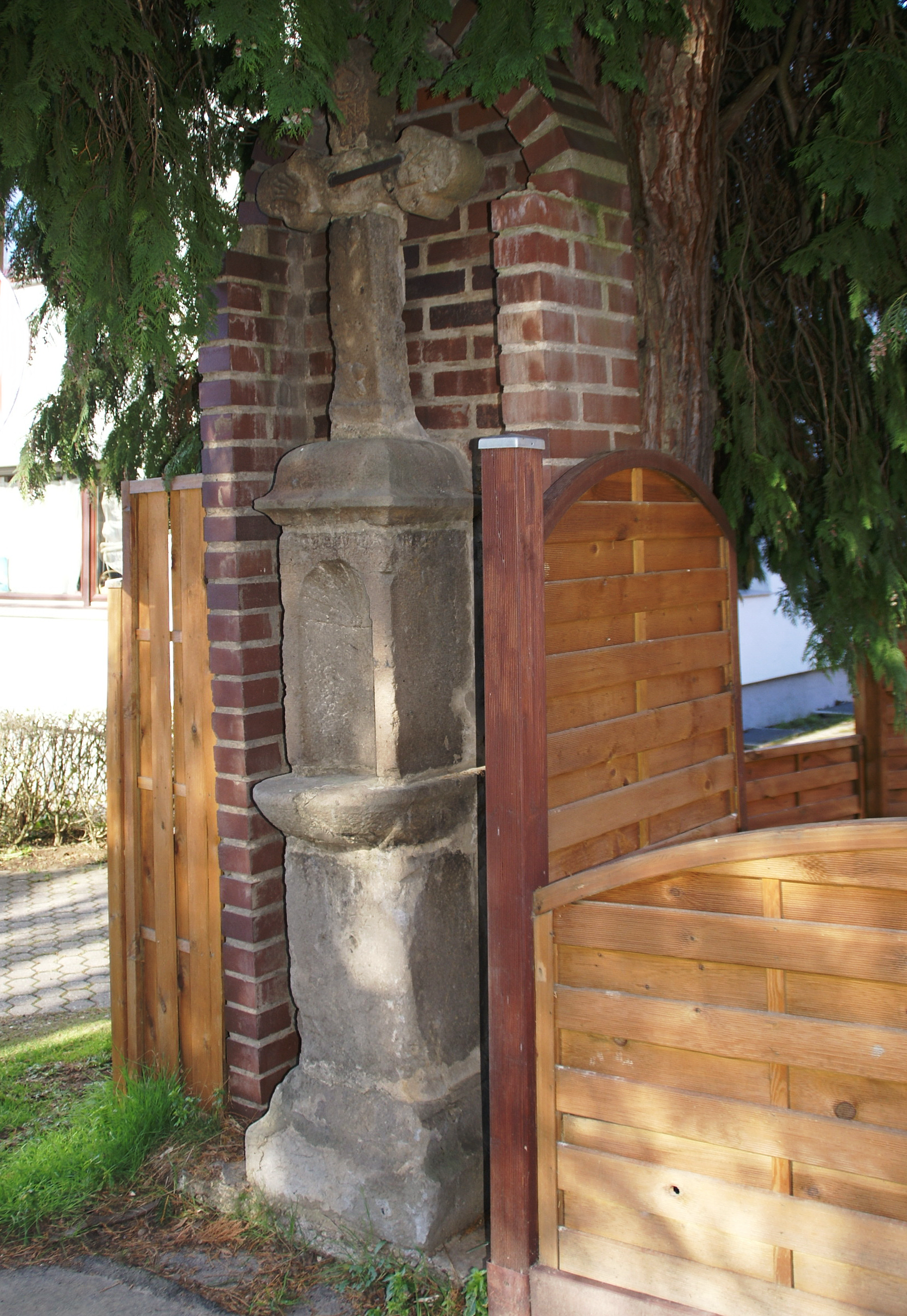
Denkmalgeschütztes Wegekreuz von 1720

Die älteste Hofanlage des Ortes ist der Ende des 18. Jahrhunderts erbaute Marxhof (Zur Heide 36), der seinen Namen 1817 nach dem damaligen Besitzer erhielt. Zu ihm gehört ein freistehendes Wohnhaus als zweigeschossiger Fachwerkbau auf massivem Erdgeschoss sowie ein ehemaliges, ursprünglich in Stieldorferhohn stehendes Scheunen- und ein freistehendes Stallgebäude (beide heute Wohnzwecken dienend). Außer dem Marxhof stehen in Oelinghoven auch ein ehemaliger Fachwerkhof mit erhaltenem Wohnhaus aus der zweiten Hälfte des 18. Jahrhunderts (Zur Heide 33) sowie zwei Wegekreuze, von denen das älteste auf das Jahr 1720 datiert ist, und ein Wegestock als Baudenkmal unter Denkmalschutz.:284 f.
Der am Ostrand von Oelinghoven gelegene ehemalige Schnorrenberger Hof (Auf dem Schnorrenberg 2) wurde um 1800 als Hofanlage neu errichtet, von der noch das Wohnhaus – im Erdgeschoss massiv gebaut und im Obergeschoss in Fachwerk ausgeführt – mit einem Putzanbau von 1905 erhalten ist (Stand: um 1990).:284 f.

## Persönlichkeiten
- Wilhelm Marx (1851–1924), Oberbürgermeister der Stadt Düsseldorf, geboren in Oelinghoven
- Haimo George (1933–1985), Jurist und Politiker, wohnte und starb in Oelinghoven